# Flines-lès-Mortagne
Pour les articles homonymes, voir Flines.
Flines-lez-Mortagne redirige ici.
Flines-lès-Mortagne (nommée parfois localement Flines-lez-Mortagne) est une commune française située dans le département du Nord, en région Hauts-de-France.

## Géographie
- hameaux et lieux-dits : Rœux, Legies, Rodignies, Rouillon, la Boucaude, la Berliére.

### Hydrographie

#### Réseau hydrographique
La commune est située dans le bassin Artois-Picardie. Elle est drainée par l'Escaut canalisée, le Jard, la calonne, la Grande ruisselle, la rivière L'Hourseau, la Roeux, l'Alouette, le ruisseau de la Chuinelle, le ruisseau la Vergne et divers autres petits cours d'eau,.
L'Escaut est un fleuve européen de 355 km de long, qui traverse trois pays (France, Belgique et Pays-Bas), avant de se jeter en mer du Nord. La partie canalisée en France relie Cambrai à , après avoir traversé 34 communes. 
La Vergne est un cours d'eau franco-belge d'une longueur de 15 km en France, qui prend sa source en Belgique, consitue ensuite une section de la frontière française et se jette  dans le Jard sur la commune, après avoir traversé trois communes. 
Le Jard, est un cours d'eau évacuant le trop-plein de l'étang de Chabaud-Latour, parallèle à l'Escaut canalisé à partir de Condé-sur-l'Escaut et s'y jetant (r.d.) à la limite entre Flines-lès-Mortagne et Château-l'Abbaye. 

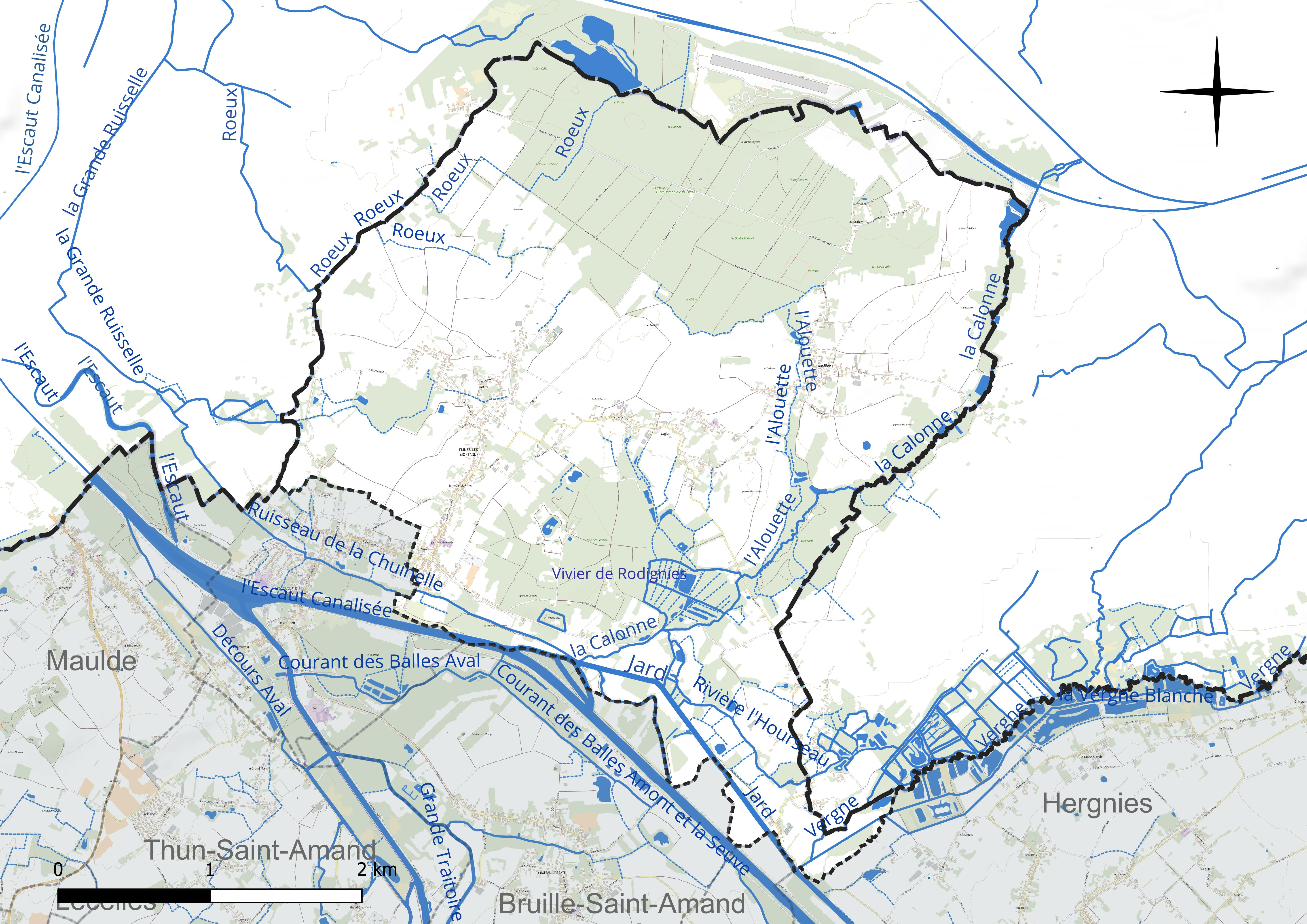
Réseau hydrographique de Flines-lès-Mortagne.

Un plan d'eau complète le réseau hydrographique : Vivier de Rodignies (1,3 ha),.

#### Gestion et qualité des eaux
Le territoire communal est couvert par le schéma d'aménagement et de gestion des eaux (SAGE) « Escaut ». Ce document de planification concerne un territoire de 2 005 km2 de superficie, délimité par le bassin versant de l'Escaut. Le périmètre a été arrêté le 9 juin 2006 et le SAGE proprement dit a été approuvé le 13 juillet 2021. La structure porteuse de l'élaboration et de la mise en œuvre est le syndicat mixte Escaut et Affluents (SyMEA). 
La qualité des cours d'eau peut être consultée sur un site dédié géré par les agences de l'eau et l'Agence française pour la biodiversité. 

### Climat
Pour des articles plus généraux, voir Climat des Hauts-de-France et Climat du Nord.
En 2010, le climat de la commune est de type climat océanique dégradé des plaines du Centre et du Nord, selon une étude du CNRS s'appuyant sur une série de données couvrant la période 1971-2000. En 2020, Météo-France publie une typologie des climats de la France métropolitaine dans laquelle la commune est exposée à un climat océanique altéré et est dans la région climatique  Nord-est du bassin Parisien, caractérisée par un ensoleillement médiocre, une pluviométrie moyenne régulièrement répartie au cours de l'année et un hiver froid (3 °C). 
Pour la période 1971-2000, la température annuelle moyenne est de 10,6 °C, avec une amplitude thermique annuelle de 14,6 °C. Le cumul annuel moyen de précipitations est de 724 mm, avec 11,6 jours de précipitations en janvier et 9,6 jours en juillet. Pour la période 1991-2020, la température moyenne annuelle observée sur la station météorologique la plus proche, située sur la commune de Valenciennes à 17 km à vol d'oiseau, est de 11,0 °C et le cumul annuel moyen de précipitations est de 694,1 mm,. Pour l'avenir, les paramètres climatiques de la commune estimés pour 2050 selon différents scénarios d'émission de gaz à effet de serre sont consultables sur un site dédié publié par Météo-France en novembre 2022.

## Urbanisme

### Typologie
Au 1er janvier 2024, Flines-lès-Mortagne est catégorisée bourg rural, selon la nouvelle grille communale de densité à sept niveaux définie par l'Insee en 2022.
Elle appartient à l'unité urbaine de Mortagne-du-Nord (partie française), une agglomération internationale regroupant quatre  communes, dont elle est ville-centre,,. Par ailleurs la commune fait partie de l'aire d'attraction de Lille (partie française), dont elle est une commune de la couronne,. Cette aire, qui regroupe 201 communes, est catégorisée dans les aires de 700 000 habitants ou plus (hors Paris),.

### Occupation des sols
L'occupation des sols de la commune, telle qu'elle ressort de la base de données européenne d'occupation biophysique des sols Corine Land Cover (CLC), est marquée par l'importance des territoires agricoles (60,3 % en 2018), en diminution par rapport à 1990 (66,8 %). La répartition détaillée en 2018 est la suivante : 
terres arables (33,7 %), forêts (31,9 %), prairies (16,9 %), zones agricoles hétérogènes (9,6 %), zones urbanisées (7,7 %), zones humides intérieures (0,1 %). L'évolution de l'occupation des sols de la commune et de ses infrastructures peut être observée sur les différentes représentations cartographiques du territoire : la carte de Cassini (XVIIIe siècle), la carte d'état-major (1820-1866) et les cartes ou photos aériennes de l'IGN pour la période actuelle (1950 à aujourd'hui).

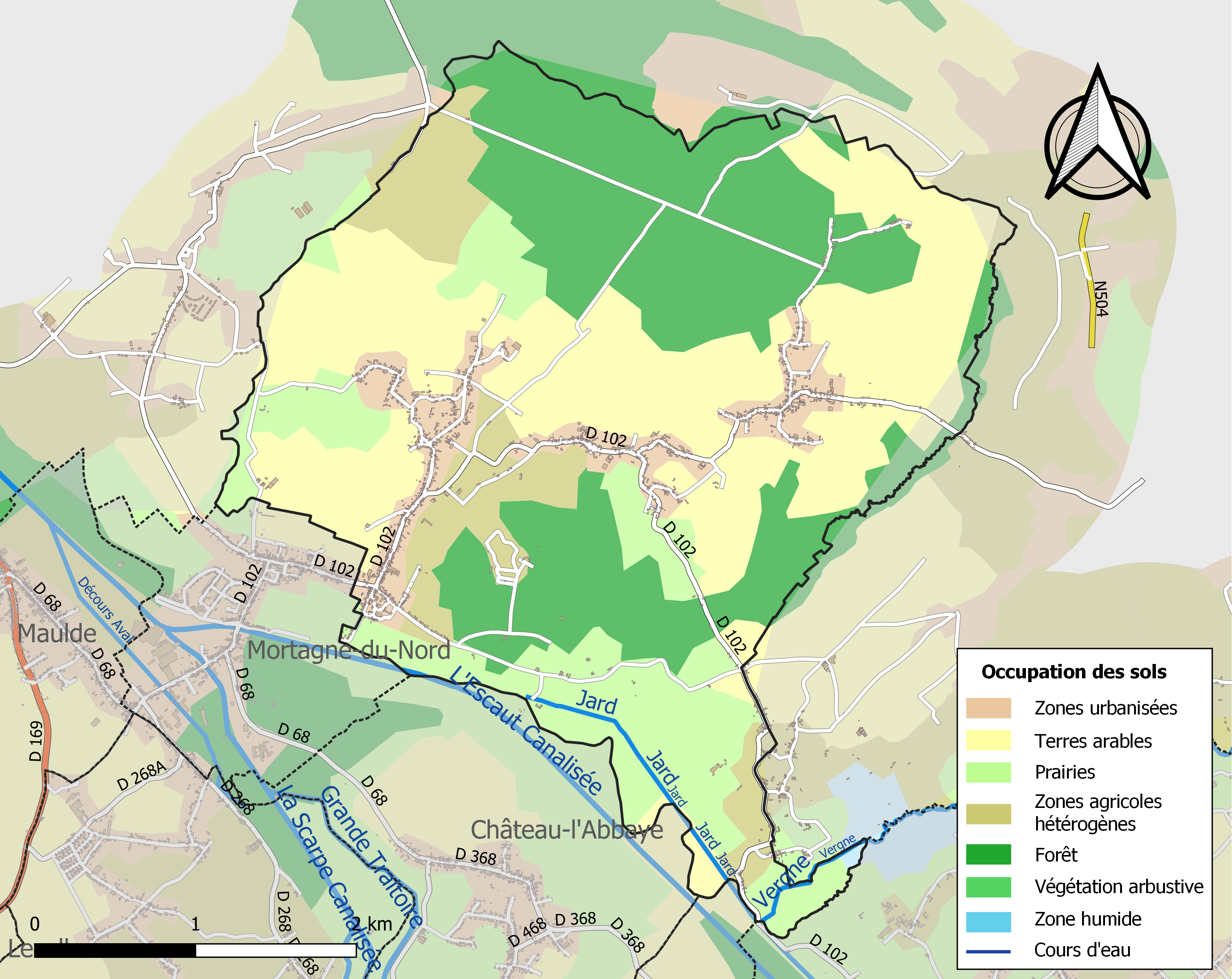
Carte des infrastructures et de l'occupation des sols de la commune en 2018 (CLC).

### Voies de communications et transports
La commune est desservie par la ligne 108 du réseau urbain Transvilles. Elle est également desservie par la ligne 491 du réseau belge TEC Hainaut.

## Histoire
- Le village fut donné à l'abbaye de Saint-Amand par Louis le Pieux.
- 23 mars 847 un diplôme, émanant de Charles II le Chauve, donne le neuvième du revenu aux moines. Charles le Simple le confirma en 899.
- Le chapitre de Tournai était patron de Flines, mais les droits honorifiques appartenaient au seigneur de Mortagne-du-Nord.

Flines-Lez-Mortagne est situé sur la rive droite de l'Escaut, ses origines remontent à Charlemagne. Le territoire a connu plusieurs noms de 827 à 1217, appelé successivement Fierinas, Filolinas, Feolinas ou encore Felinis, c'est à la Révolution que le village prend le nom de Flines-lez-Mortagne. Selon l'étymologie, son nom se prête à deux interprétations, selon qu'on lui accorde une interprétation germanique ou latine Flihen qui signifie couler car le village est situé à proximité de l'Escaut, Figulina qui signifie terre à poteries, métiers d'argile car la terre de Flines est très argileuse et le village compta autrefois de nombreuses tuileries et panneries.
Avant le VIe siècle, le territoire est couvert par la forêt et le village, en son sens propre, n'existe pas. Son apparition remonterait à l'époque mérovingienne, au moment où l'abbaye de Saint-Amand est fondée et possède le hameau de Legies (origine germano-romaine : LEUDTSIACAS = appartenant à LEUDTSO). L'époque carolingienne confirme l'existence du village, Charles le Chauve cite Flines parmi les terres dépendant de l'Abbaye. Les moines ont alors sûrement entrepris le défrichement d'une partie de la forêt dont il ne reste plus aujourd'hui que 242 hectares. Cette hypothèse est confirmée au Moyen Âge où le village existe sous l'appellation de « Sars de flines », qui signifie « défrichement de Flines. »
Au fil des siècles, Flines est tour à tour bourguignonne, autrichienne ou encore espagnole. Au XVIe siècle, sous le siège des Pays-Bas espagnols, le village est au premier rang des affrontements des guerres de religion. C'est au XVIIIe siècle que le village redevient français avec la convention de novembre 1779 où la France acquiert les dépendances de Flines, Mortagne, Rodignies, Legies ou encore Rouillon alors que la frontière franco-belge avait été fixée dès 1713.
Mortagne a longtemps conservé dans ses archives des documents concernant la commune de Flines-lès-Mortagne, parce qu'avant la Révolution, la commune faisait partie des dépendances de Mortagne et y était soumise, tant pour les contributions directes, impôts, octrois que pour les procédures de toute nature.
En 1789, Flines fait également sa révolution au moment de la Révolution française. À l'appel du tocsin, cloche qui sonnait les invasions et incendies, les habitants du village se sont armés pour protester contre les droits seigneuriaux et la dîme. Ayant obtenu gain de cause, ils demandèrent au vicomte de Wavrin de renoncer à ces droits ce qu'il fit.
En 1794, la France révolutionnaire est en guerre contre l'Europe. Les Autrichiens tenaient Maubray, les Flinoises attirent alors les Autrichiens lors du bal de la ducasse le 26 août pour leur tendre une embuscade qui fera 12 morts et 200 blessés.

## Les hameaux
Le hameau de Roeux qui signifie défrichement toponyme issu de l'étymon rodium, du germanique roden « essartage »
, ruda, riuti (terme de défrichement). Ce territoire appartenait au comte de Mortagne.
Le hameau de Legies. Anciennement appelé Ellegies, le hameau était avant le Xe siècle une petite seigneurie appartenant à l'abbaye de Saint-Amand qui l'avait acquise du comte de Mortagne.
Le hameau de Rouillon qui était une paroisse à part entière. La chapelle actuelle est ce qui reste de l'ancien monastère qui se trouvait à cet endroit, elle était entourée d'un cimetière. Cette chapelle fut en partie détruite pendant la guerre 14-18 et fut réparée en 1924. La partie en pierre est ce qui subsiste de l'ancienne chapelle du prieuré et la partie en brique correspond à la partie reconstruite en 1924.
Le hameau Hourseau (aussi appelé de la Boucaulde, du nom de la Ferme de la Boucaulde), résulte de la fusion des hameaux de l'Hoursel et de Vergne. L'Hoursel est un petit cours d'eau (Hourseau) qui provient des Biez de Wiers pour rejoindre le Jard. 
Le hameau de Rodignies dont le nom provient du Flamand Rod qui signifie défrichement et ignies qui signifie demeure. Textuellement demeure dans le défrichement. À l'origine, c'était une hôtellerie pour voyageurs de passage.
Au XIXe siècle, Flines prospère à travers une activité industrielle importante comprenant quatre moulins et une tuilerie.
Au début du XXe siècle la commune compte 1 865 habitants, elle possède trois moulins, une fabrique de chicorée (cosseterie) qui deviendra plus tard une rubanerie qui sera détruite au cours de la première guerre mondiale, deux bonneteries et des fabriques de pannes et de carreaux grâce à la présence de terres argileuses d'une qualité exceptionnelle. On dénombrait 8 panneries et briqueteries à Flines et à Mortagne, chaque établissement occupant en moyenne une dizaine de personnes. La terre était extraite jusqu'à trois mètres de profondeur et était ensuite brassée dans un moulin puis façonnée dans des moules. Les pannes ou tuiles subissaient alors un premier séchage à l'air libre puis passaient dans le four.
Cette activité industrielle disparut complètement après 1940 excepté la brasserie Namur-Blauwart (anciennement Namur-Dubois) dont l'origine remonte à 1837 qui cessa son activité en 1954 et devint un dépôt de boissons. Actuellement les bâtiments de la brasserie et les dépendances sont utilisés comme habitation.

## Toponymie
Felinœ, cartulaire de Saint-Amand. Fiolinœ, id. ;899. Felines, cartulaire du Hainaut; 1283.
On trouve parfois écrit Flines-lez-Mortagne (lez au lieu de lès).

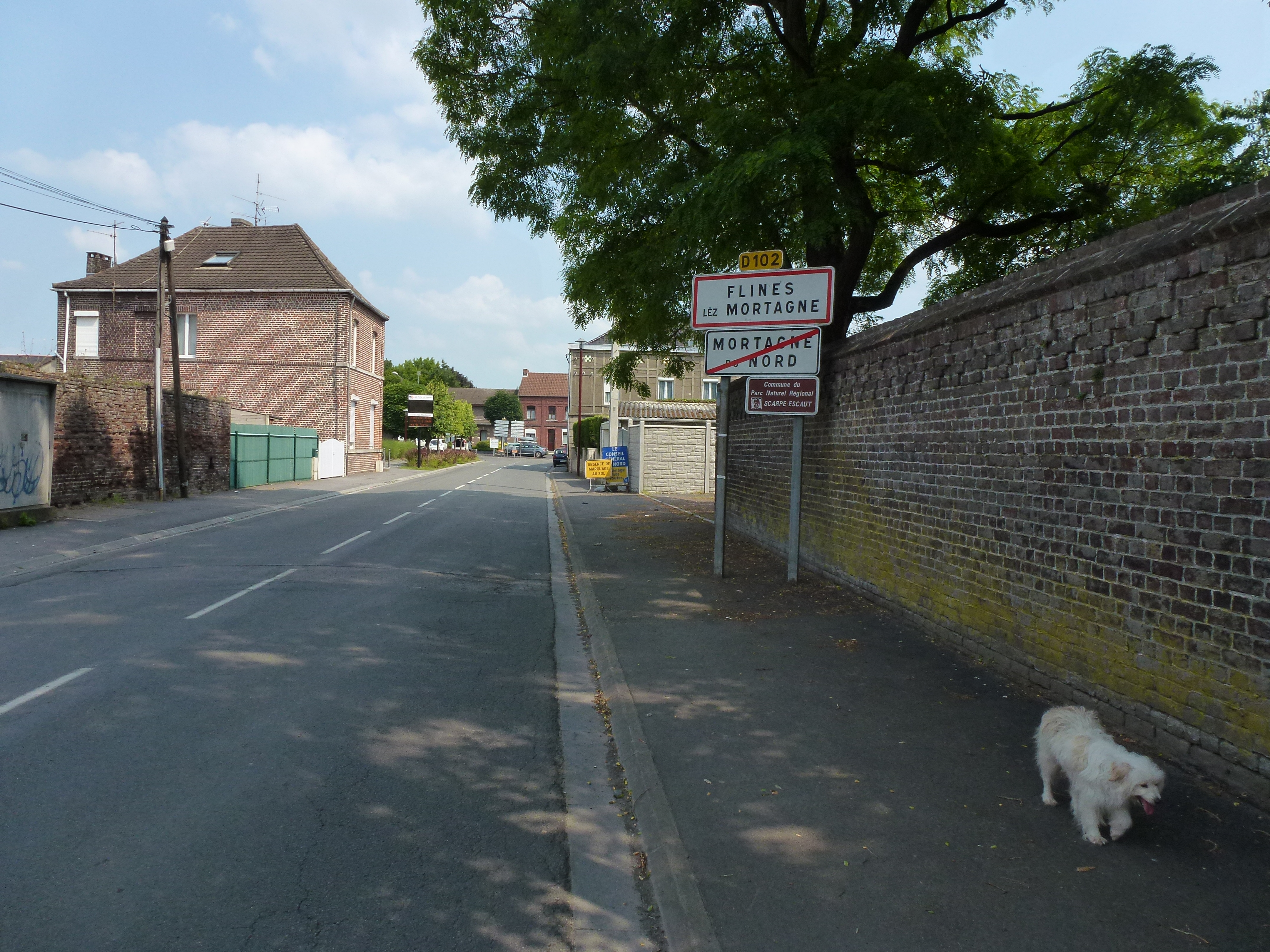
Signalisation routière : sortie de Mortagne-du-Nord et entrée dans Flines-lès-Mortagne, ici graphé Flines-lez-Mortagne.

## Héraldique
|  | Les armes de la commune se blasonnent ainsi : « D'or à la croix de gueules ». |

## Politique et administration
La commune (code postal 59158, code commune 59238) est située en région Hauts de France, département du Nord, arrondissement de Valenciennes, canton de Saint-Amand.
Flines lez Mortagne est limitrophe des communes belges de Cannelle, Maubray, Peronne les Antoing, Wiers et des communes françaises de Mortagne, Château-l'Abbaye, Bruille-Saint-Amand et Hergnies.
Elle est commune de la communauté d'agglomération de la Porte du Hainaut
http://www.agglo-porteduhainaut.fr/
En 2016, sa population s'élevait à 1 684 habitants pour une superficie de 14,45 km2, soit une densité de 116 habitants au km2.
Son maire est M. Bernard Lebrun-Vandermouten élu en 2014
Flines-lez-Mortagne adhère au Syndicat des Communes Intéressées au parc naturel régional Scarpe-Escaut
http://www.pnr-scarpe-escaut.fr/.
ainsi qu'à l'Association des Communes minières Nord-Pas-de-Calais http://www.acomfrance.org/acom-france/.
Maire en 1802-1803 : Barbieux.
Maire en 1807-1808 : Lecœuvre'.
Maire en 1881 : Dufernay.
| Période                                  | Période   | Identité                    | Étiquette | Qualité |
| ---------------------------------------- | --------- | --------------------------- | --------- | ------- |
| mars 2001                                | mars 2008 | Guy Donnez                  |           |         |
| mars 2008                                | mars 2014 | Françoise Wambecq-Wacquiez  | DVD       |         |
| 2014                                     | En cours  | Bernard Lebrun-Vandermouten |           |         |
| Les données manquantes sont à compléter. |           |                             |           |         |

### Instances judiciaires et administratives
La commune relève du tribunal d'instance de Valenciennes, du tribunal de grande instance de Valenciennes, de la cour d'appel de Douai, du tribunal pour enfants de Valenciennes, du conseil de prud'hommes de Valenciennes, du tribunal de commerce de Valenciennes, du tribunal administratif de Lille et de la cour administrative d'appel de Douai.

## Population et société

### Démographie

#### Évolution démographique
L'évolution du nombre d'habitants est connue à travers les recensements de la population effectués dans la commune depuis 1800. Pour les communes de moins de 10 000 habitants, une enquête de recensement portant sur toute la population est réalisée tous les cinq ans, les populations de référence des années intermédiaires étant quant à elles estimées par interpolation ou extrapolation. Pour la commune, le premier recensement exhaustif entrant dans le cadre du nouveau dispositif a été réalisé en 2007.

En 2022, la commune comptait 1 667 habitants, en évolution de +0,73 % par rapport à 2016 (Nord : +0,51 %, France hors Mayotte : +2,11 %).
| 1800  | 1806  | 1821  | 1831  | 1836  | 1841  | 1846  | 1851  | 1856  |
| ----- | ----- | ----- | ----- | ----- | ----- | ----- | ----- | ----- |
| 1 160 | 1 541 | 1 746 | 1 832 | 1 885 | 1 861 | 1 815 | 1 860 | 1 860 |

| 1861  | 1866  | 1872  | 1876  | 1881  | 1886  | 1891  | 1896  | 1901  |
| ----- | ----- | ----- | ----- | ----- | ----- | ----- | ----- | ----- |
| 1 907 | 1 872 | 1 880 | 1 880 | 1 924 | 1 890 | 1 884 | 1 866 | 1 830 |

| 1906  | 1911  | 1921  | 1926  | 1931  | 1936  | 1946  | 1954  | 1962  |
| ----- | ----- | ----- | ----- | ----- | ----- | ----- | ----- | ----- |
| 1 798 | 1 938 | 1 752 | 1 837 | 1 727 | 1 656 | 1 429 | 1 493 | 1 536 |

| 1968  | 1975  | 1982  | 1990  | 1999  | 2006  | 2007  | 2012  | 2017  |
| ----- | ----- | ----- | ----- | ----- | ----- | ----- | ----- | ----- |
| 1 434 | 1 277 | 1 280 | 1 433 | 1 528 | 1 596 | 1 606 | 1 649 | 1 646 |

| 2022  | - | - | - | - | - | - | - | - |
| ----- | - | - | - | - | - | - | - | - |
| 1 667 | - | - | - | - | - | - | - | - |

#### Pyramide des âges
La population de la commune est relativement jeune.
En 2018, le taux de personnes d'un âge inférieur à 30 ans s'élève à 35,1 %, soit en dessous de la moyenne départementale (39,5 %). À l'inverse, le taux de personnes d'âge supérieur à 60 ans est de 21,8 % la même année, alors qu'il est de 22,5 % au niveau départemental.
En 2018, la commune comptait 809 hommes pour 837 femmes, soit un taux de 50,85 % de femmes, légèrement inférieur au taux départemental (51,77 %).
Les pyramides des âges de la commune et du département s'établissent comme suit.
| Hommes | Classe d’âge | Femmes |
| ------ | ------------ | ------ |
| 0,4    | 90 ou +      | 2,0    |
| 3,9    | 75-89 ans    | 8,6    |
| 15,5   | 60-74 ans    | 13,0   |
| 22,8   | 45-59 ans    | 21,8   |
| 21,1   | 30-44 ans    | 20,6   |
| 17,0   | 15-29 ans    | 15,5   |
| 19,3   | 0-14 ans     | 18,5   |

| Hommes | Classe d’âge | Femmes |
| ------ | ------------ | ------ |
| 0,5    | 90 ou +      | 1,4    |
| 5,3    | 75-89 ans    | 8,1    |
| 14,8   | 60-74 ans    | 16,2   |
| 19,1   | 45-59 ans    | 18,4   |
| 19,5   | 30-44 ans    | 18,7   |
| 20,7   | 15-29 ans    | 19,1   |
| 20,2   | 0-14 ans     | 18     |

## Lieux et monuments

### La chapelle Notre-Dame des Douleurs
Située à la sortie de Flines Centre, à l'embranchement des routes menant à Roeux et à Legies, cette chapelle a été construite en 1950.
Auparavant, on trouvait à cet endroit le dépôt de pompes :
Les pompes funèbres : le corbillard municipal tracté par des chevaux.
La pompe (à main) des pompiers.
Près de ce garage, s'érigeait une chapelle contenant le crucifix qui se trouve à l'entrée de l'église de Flines et une statue apparemment en plâtre.
L'abbé Charles Mollet, dernier curé de Flines de 1948 à 1994 (46 années !) eut l'idée, la curiosité de gratter cette statue et découvrit du bois sous le plâtre. En fait, la statue était sculptée dans une pièce de chêne.
L'origine exacte de cette statue est encore inconnue, deux versions s'opposent.
La première, la plus romanesque, soutient que cette statue dédiée à Notre Dame des Douleurs aurait été rapportée par un chevalier. La seconde dit qu'elle aurait été apportée par un marinier qui avait acheté une parcelle de terre sur le territoire de Roeux.
L'abbé Mollet décapa la statue et décida la construction d'une chapelle qui lui serait dédiée. Celle-ci fut construite par des maçons de la commune et financée par les habitants : « chaque famille achetant une brique ».
La statue en chêne (protégée contre le vol et le vandalisme) est exposée dans la chapelle qui est ouverte à la visite.

### L'église historique de Saint-Martin
Église de Flines centre. Le territoire de Flines avait été donné aux religieux de l'abbaye de Saint-Amand par une charte de Charles le Chauve datant du 23 mars 847 mais le village ne fut érigé en paroisse que vers le XIe siècle et son église fut longtemps la seule pour les territoires de Flines, Mortagne et Laplaigne (Flines ne fut rattachée à la France qu'en 1779 bien après que la frontière franco-belge fut établie en 1713).
À l'examen de l'ogive du portail et des nervures des voûtes, on estime que la construction de l'église remonte au XIe ou XIIe siècle. De l'église de cette époque, ne subsiste que le clocher dont les murs de base ont plus d'un mètre d'épaisseur.
Construite en style gothique, la flèche fut détruite vers le XIVe siècle et rebâtie en style roman. Ce clocher a donc la particularité (rare en Europe) de combiner les deux styles, le style gothique à la base et le style roman en hauteur. Par la suite, l'église fut embellie sous la juridiction des religieux prémontrés de l'abbaye de Château. Avant 1789, le curé Maître J. Lorent dota l'église d'un orgue dont il ne reste aujourd'hui que le buffet.
Pendant la Révolution, les stalles de chêne sculpté du monastère de l'abbaye de Château détruit furent transportées à l'église de Flines et furent ainsi sauvées. Le banc de communion est lui aussi en chêne sculpté et orné de quatre médaillons représentant des scènes bibliques. D'autres médaillons inspirés de la bible se trouvent en haut, à la base de la voûte (l'Arche de Noé, le Chandelier à 7 branches, l'Arche de l'Alliance, les Dix Commandements …). Des motifs bibliques sont également sculptés sur l'abat-son de la chaire. Sous le grand autel, on peut admirer un très beau retable en marbre blanc d'un seul morceau représentant la mise en tombeau du Christ. L'autel a été consacré le 22 juin 1885. Sur les fonts baptismaux se trouve un vieux saint Jean Baptiste recouvert de plâtre coloré selon l'usage du XVIIIe siècle. Cette statue ainsi que le tabernacle tournant proviennent de la chapelle de Rouillon (hameau de Flines) où s'élevait autrefois un petit prieuré dont il ne subsiste plus que la chapelle, en partie détruite au cours de la guerre 14-18 et reconstruite depuis.
Cette chapelle située sur la place de Rouillon peut être visitée, les clés sont à demander au café de la place de Rouillon.
La voûte de la nef centrale, autrefois formée d'un plafond uni, a été cintrée et coupée à chaque travée par des arcs doubleaux puis décorée. Huit statues se dressent au-dessus des chapiteaux des colonnes, d'un côté saint Marc, saint Jean, saint Pierre et le Sacré Cœur, de l'autre côté saint Luc, saint Mathieu, saint Paul et saint Jean-Baptiste. Au-dessus des cintres huit grands médaillons renferment chacun un sujet biblique. En 1896, toute la voûte et le chœur furent décorés à la peinture. L'église possède quelques statues antiques : un vieux saint Martin en chêne massif ; un ancien tabernacle tournant datant du XVe siècle ; un autel à sainte Thérèse dont la statue a été offerte par les religieuses de Saint-Amand-les-Eaux ; une statue du saint Curé d'Ars avec la liste de tous les curés de Flines depuis 1500 et celle des prêtres originaires de Flines ; une statue de saint Hubert avec le cerf miraculeux, une statue de saint Roch en souvenir du choléra qui ravagea toute une rue du hameau de Rouillon en 1886 ainsi que l'ancien coq du clocher …
Au fil des siècles, l'église Saint-Martin connut quelques petits changements, les soubassements des piliers sont aujourd'hui à demi enterrés car autrefois ils se trouvaient environ 50 cm plus bas. À la suite du creusement des tombes séculaires, le niveau du cimetière avait remonté et il fallait descendre une pente pour accéder à l'église. Il fallut amener de nombreux tombereaux de terre pour remettre le tout à niveau et refaire un nouveau pavement. C'est lors de ce chantier que les pierres tombales disséminées dans l'église et dans le chœur furent rassemblées entre les piliers. Sur ces piliers sont inscrites les notices des pierres tombales d'un ancien mayeur et du chanoine Martin guillotiné sous la Révolution.

D'autres pierres tombales se trouvent sous le porche, il s'agit des tombes de Jacques le Martin, seigneur de Wasnes de Flines ; Jacqueline de Peschaut, son épouse ; Françoise de Tramecourt, épouse de Ferdinand De Vos ; Damoiselle Gabrielle De Vos, leur fille ; Pierre-Louis d'Antoing, seigneur de Rougefort de Flines ; Marie-Josèphe de Gomenpont, son épouse et Damoiselle Marie-Françoise de Gomenpont, leur fille. Toujours sous le porche, les armoiries de la famille de Montboissier sont reproduites au-dessus de la porte intérieure.

### L'église de Rouillon
La chapelle de Rouillon est ce qui reste de l'ancien monastère qui se trouvait à cet endroit. Ce monastère était entouré d'un cimetière, des ossements furent retrouvés lors de la construction de la sacristie ; L'église fut en partie détruite pendant la guerre 14-18.
Elle fut réparée en 1924. Les pierres sont les restes de l'ancienne chapelle du prieuré, les parties en brique datent de 1924. Le chœur remonte à l'origine du monastère.
La chapelle peut être visitée les clés sont à demander au café de la place de Rouillon (chez Monique).

### La chapelle Biligand
Située à l'entrée de la forêt domaniale de Flines au bout de la rue de Leuze, cette chapelle porte le nom d'un notaire ayant vécu au XIXe siècle.
Un jour, celui-ci traversant le bois de Flines chargé d'une grosse somme d'argent dans une bourse en cuir fut attaqué par des brigands.
Saisi par la peur, il pria la vierge et promis que s'il en sortait vivant, il construirait une chapelle à l'endroit de l'attaque. La chapelle étant construite, on suppose que son vœu fut exaucé.
La statue de la chapelle est une reproduction, la statue originelle ayant été enlevée à la suite d'actes de vandalisme.

### La forêt domaniale
La forêt domaniale de Flines s'étend sur 240 ha au nord-est de la commune, le long de la frontière avec la Belgique.
Elle appartient au vaste ensemble écologique de la plaine alluviale de l'Escaut.
Comme la forêt de Bonsecours, la forêt de Flines appartenait à la famille De Croÿe, elle fut incorporée au domaine de l'État en 1924 à la suite de sa mise sous séquestre à l'issue de la Première Guerre mondiale.
Ce massif au relief peu marqué (hauteur maximum 40 mètres) repose en grande partie sur des assises sableuses. Il est drainé par de nombreux petits fossés. De vieilles futaies ont été plantées sur des buttes ce qui permet aux hêtres de se développer hors de l'eau tout en bénéficiant de sa présence nécessaire.
La forêt abrite notamment la fougère royale (l'osmunda régalis), une des plus remarquables du département du nord, des exemples de hêtraie chênaie sessiliflore acidiphile subatlantique (type forestier souvent dégradé en chênaie à bouleaux ou en boulaie comme à Saint-Amand) ainsi que de nombreux champignons.
La forêt de Flines est le lieu idéal pour les promenades en famille, les ballades pédestres, cyclistes ou équestres.

### La stèle du Lancaster LL 943
Stèle inaugurée le 5 septembre 2010 en mémoire des sept membres de l'équipage du bombardier de la Royal Air Force, le Lancaster LL 943, abattu au-dessus de la forêt domaniale dans la nuit du 18 au 19 juillet 1944 au retour d'une mission de bombardement au-dessus des communes d'Aulnoye-Aymeries, Leval et Sassegnies : le sergent Henry Simmonds inhumé au cimetière de Laplaigne (B), le pilote et commandant de bord, Robert Pellew de nationalité australienne, le pilote officier navigateur Eric Tibbits lui aussi de nationalité australienne, le pilote officier Fraser Hollenback de nationalité canadienne et les sergents Albert Morton, Edward Wakeman, Frederik Allen de nationalité anglaise inhumés au cimetière Saint-Roch à Valenciennes.
La stèle se trouve dans la forêt domaniale de Flines au lieu-dit « la Cavée » près du lac du Prince. Accès par le premier layon à gauche en venant de la Belgique ou dernier layon à droite en venant de la France (Grande Drève de Rouillon). Sentier banalisé interdit aux engins motorisés.

### Le site Chico-Mendes
Le site appartenant à l'association Nord Nature Chico Mendes s'étend sur 1 ha 03 au hameau de Rodignies (rue du Fort).
Ce site, ancienne peupleraie du marais de Rodignies, est à la fois une réserve de chasse, une zone naturelle d'intérêt écologique, floristique et faunistique (ZNIEFF) et une zone d'importance pour la conservation des oiseaux (ZICO). De nombreuses espèces présentes sur le site sont protégées au niveau national comme la gorge bleue, l'orvet fragile…
L'association Nord Nature Chico Mendes, en collaboration avec la commune de Flines, la communauté d'agglomération de la Porte du Hainaut, les écoles du Centre et Decobecq de Flines, l'entreprise De Deken et le parc naturel régional Scarpe-Escaut, a créé une mare, dessouché partiellement le terrain et aménagé le site pour l'accès du public en construisant un observatoire, posant des ponts sur les fossés, un ponton et un caillebotis. Un sentier pédagogique borné a par ailleurs été mis en place.

## Autres lieux et monuments
- Fort de Flines (propriété privée)
- Brasserie Namur Blauwart, milieu du XIXe siècle. L'entreprise Cédille relance une production à l'ancienne brasserie Blauwart-Namur[42]

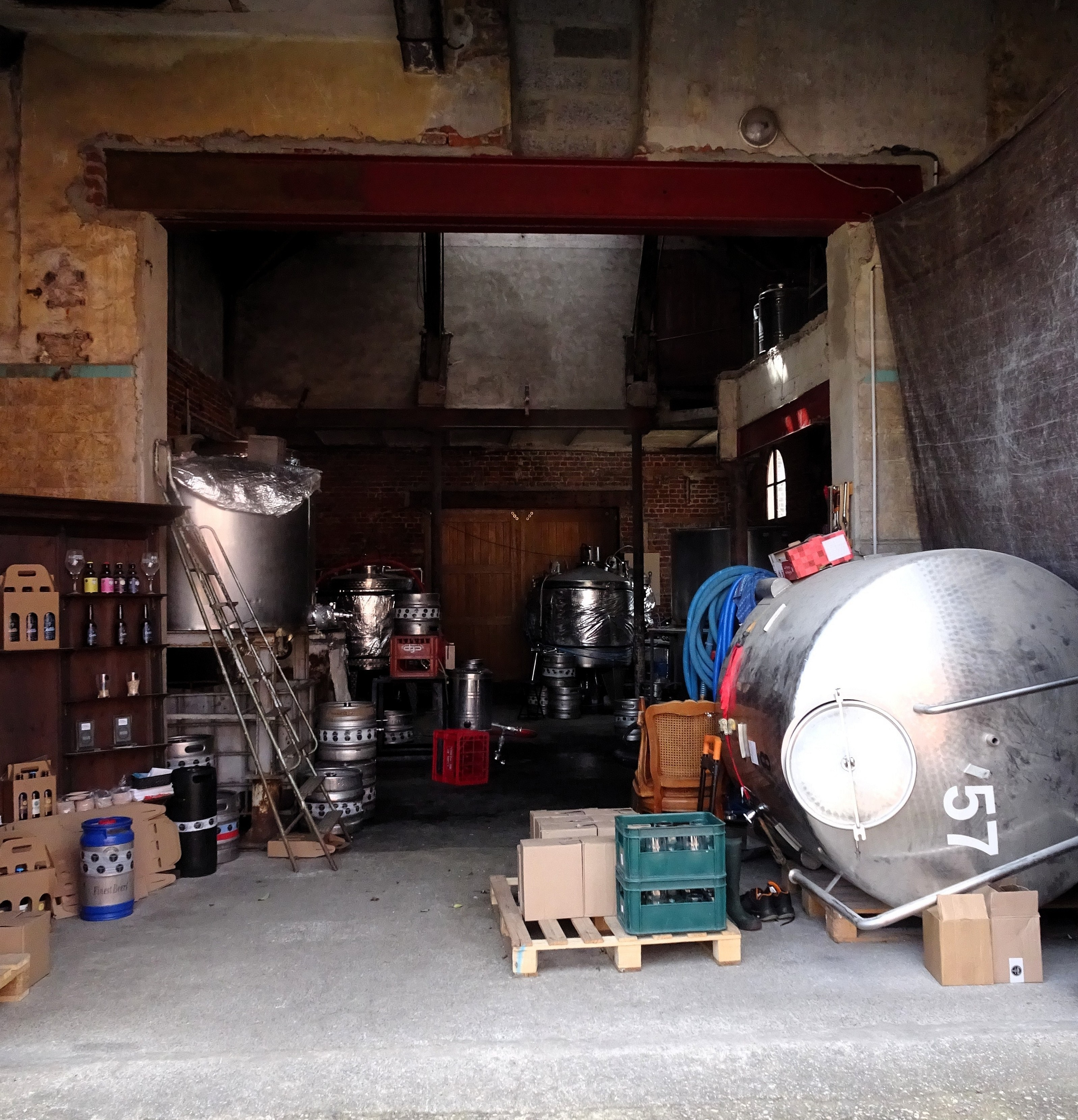
Brasserie Cédille
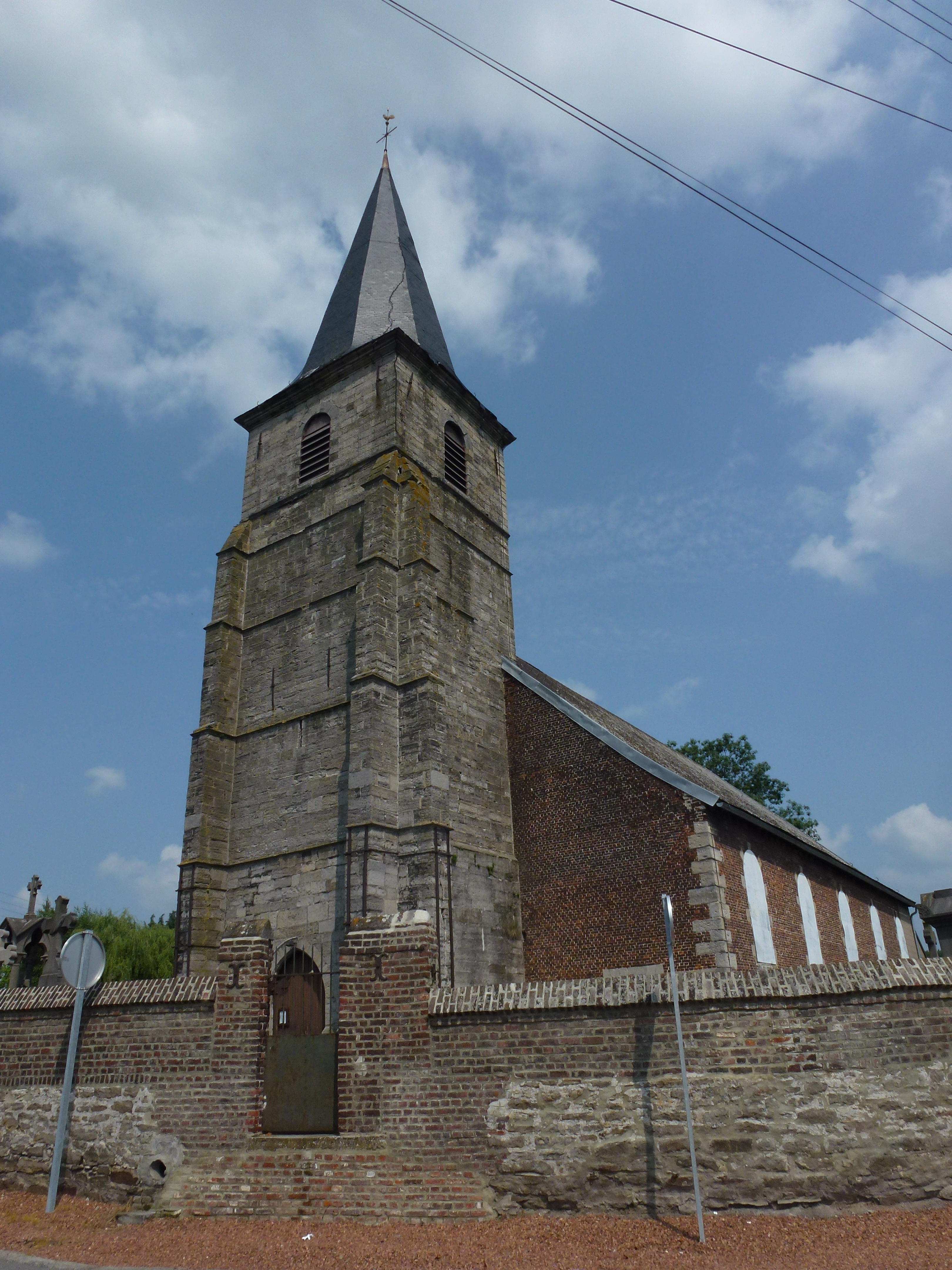
L'église
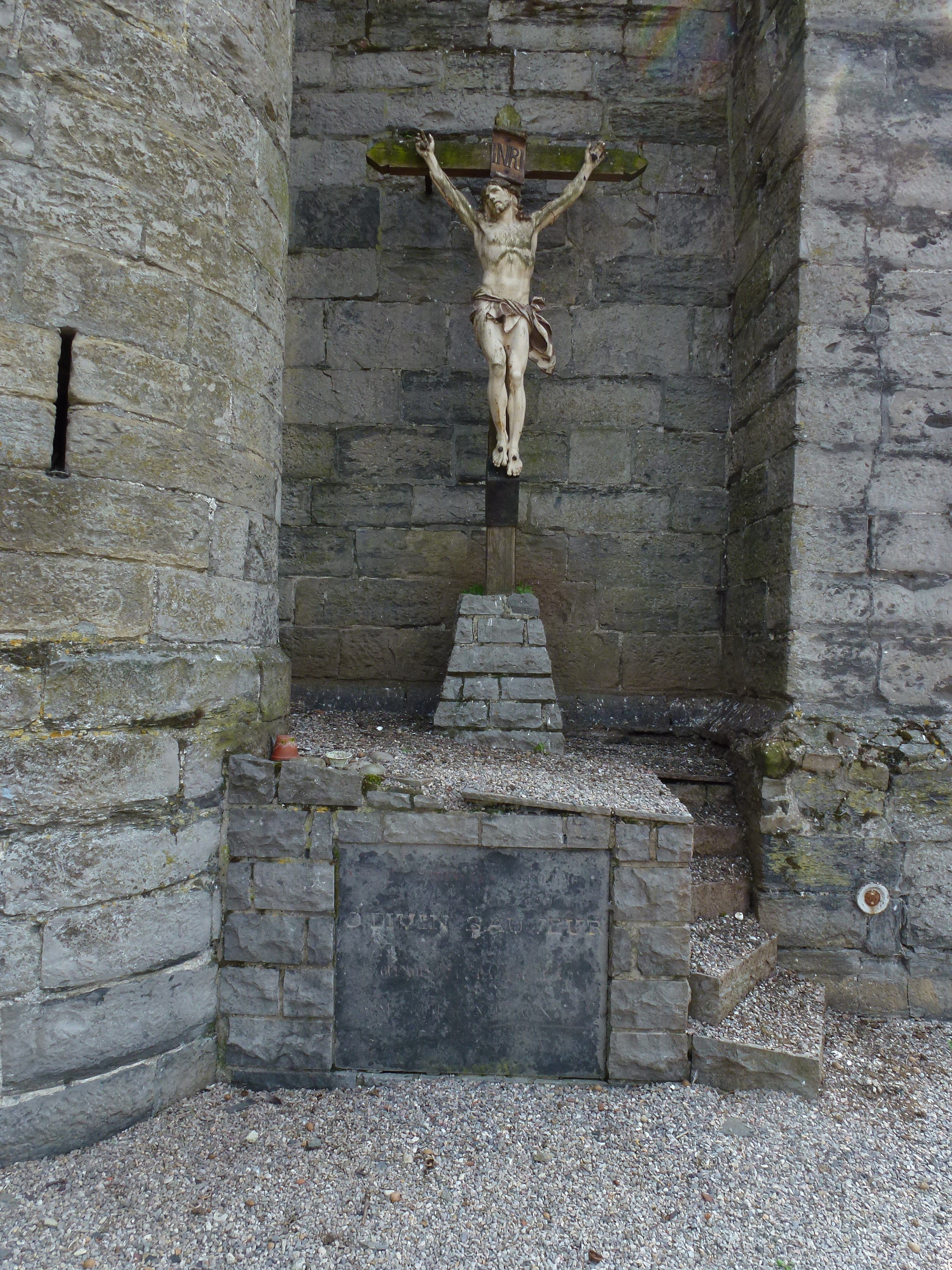
Calvaire du chevet de l'église
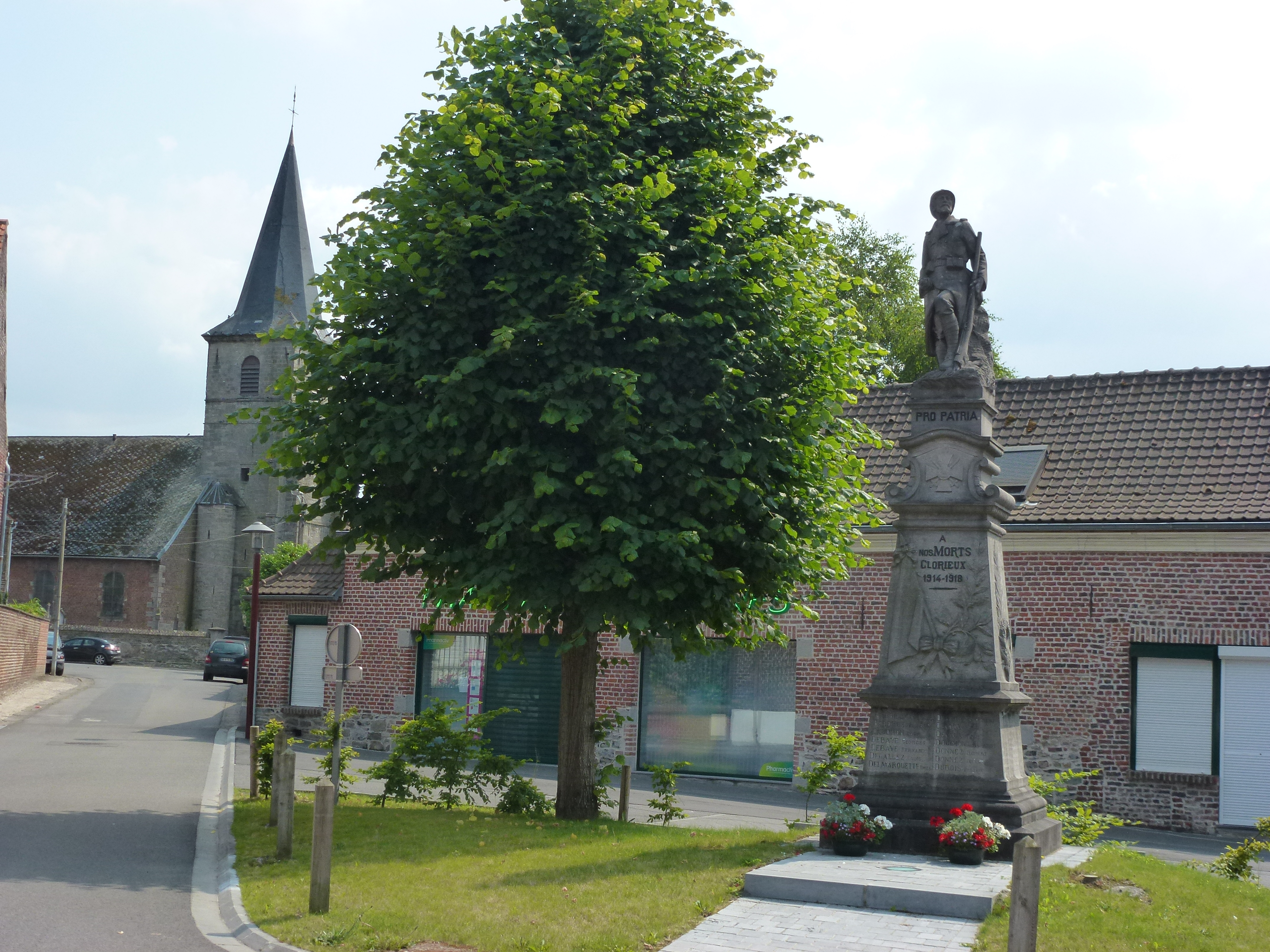
Le monument aux morts
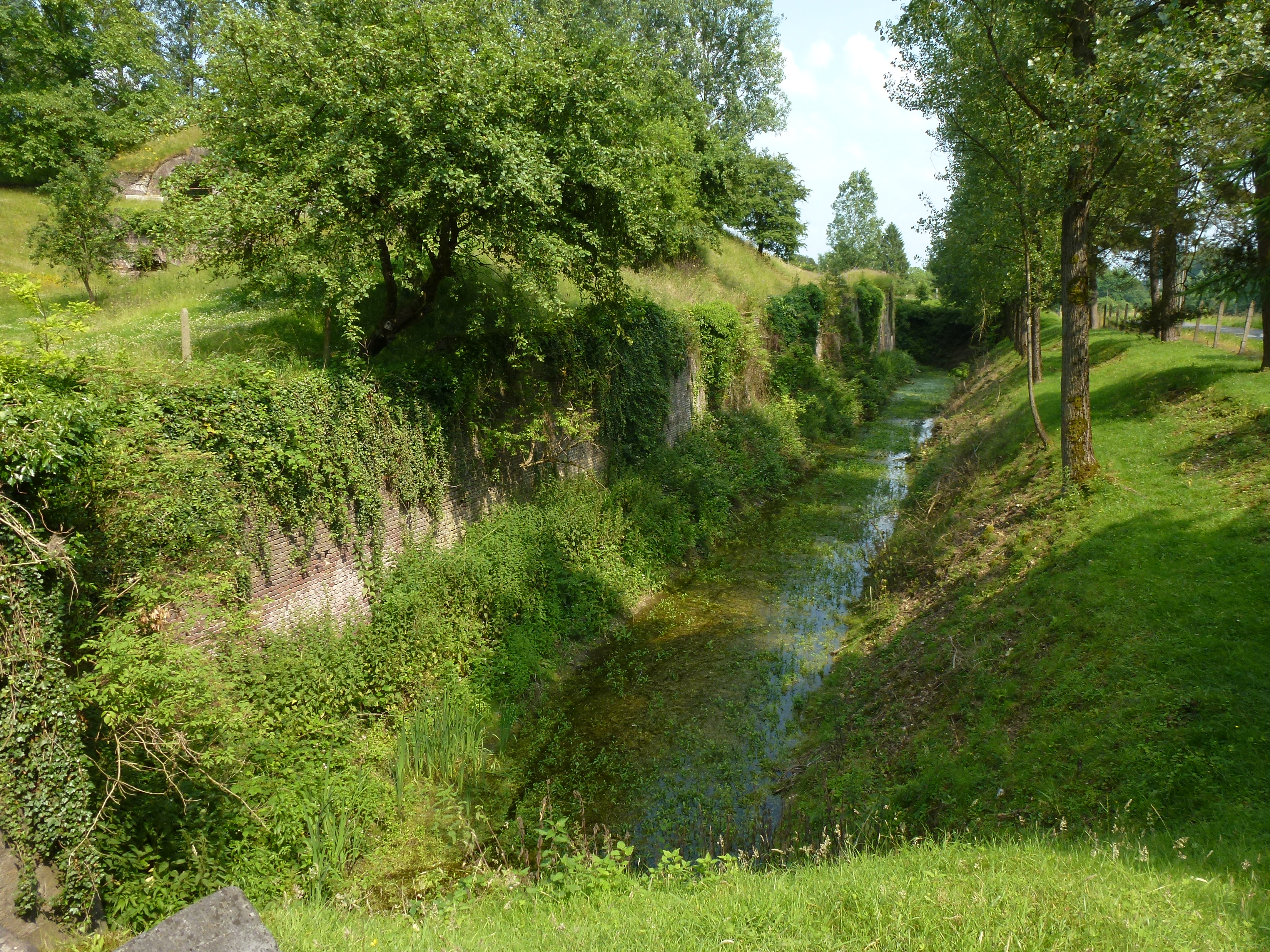
Fort de Flines
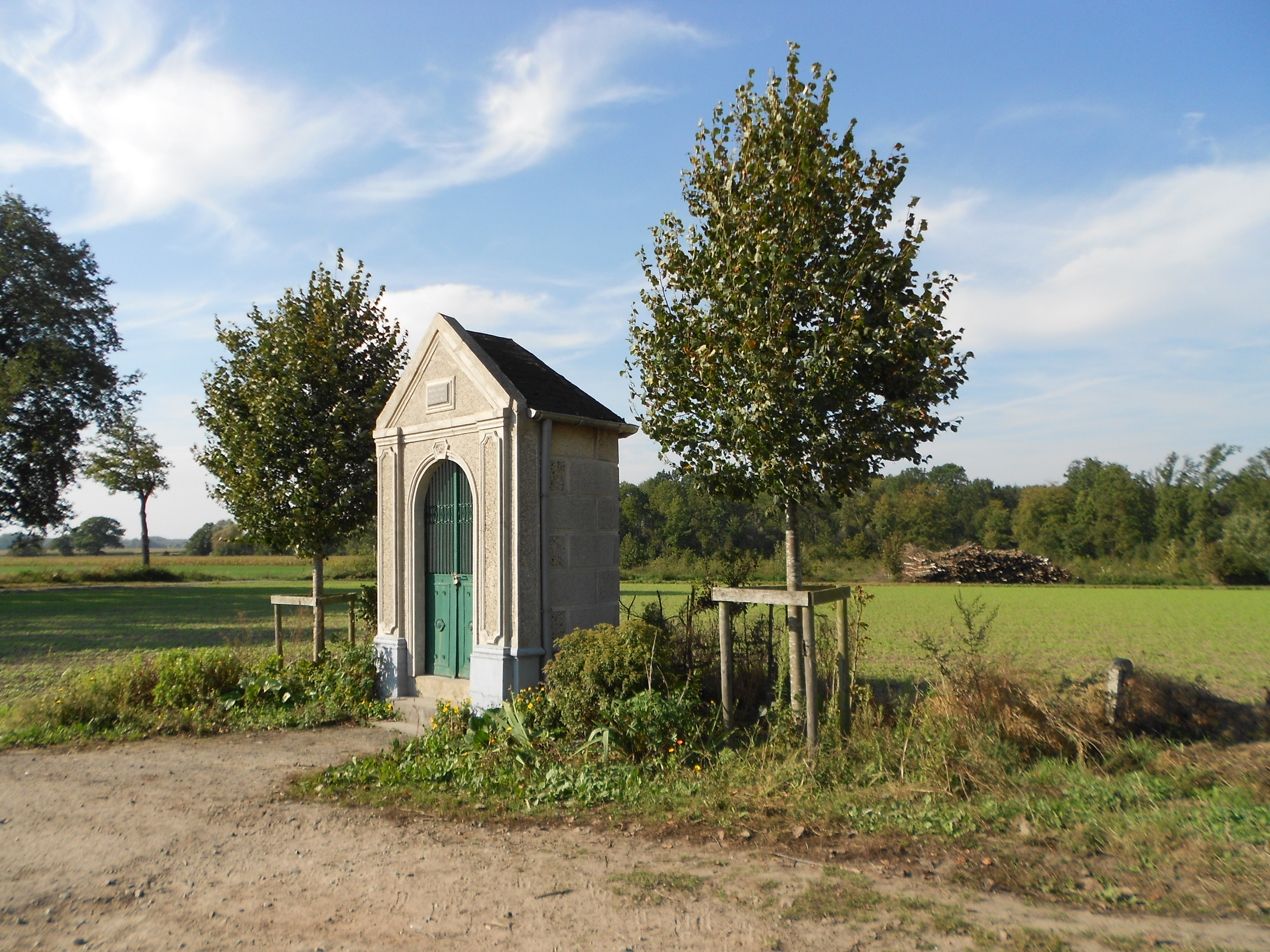
La chapelle Baligand

### Écoles
- École élémentaire de Flines Centre
- École maternelle Jean-Marie-Decobecq

## Pour approfondir